# Pocahontas

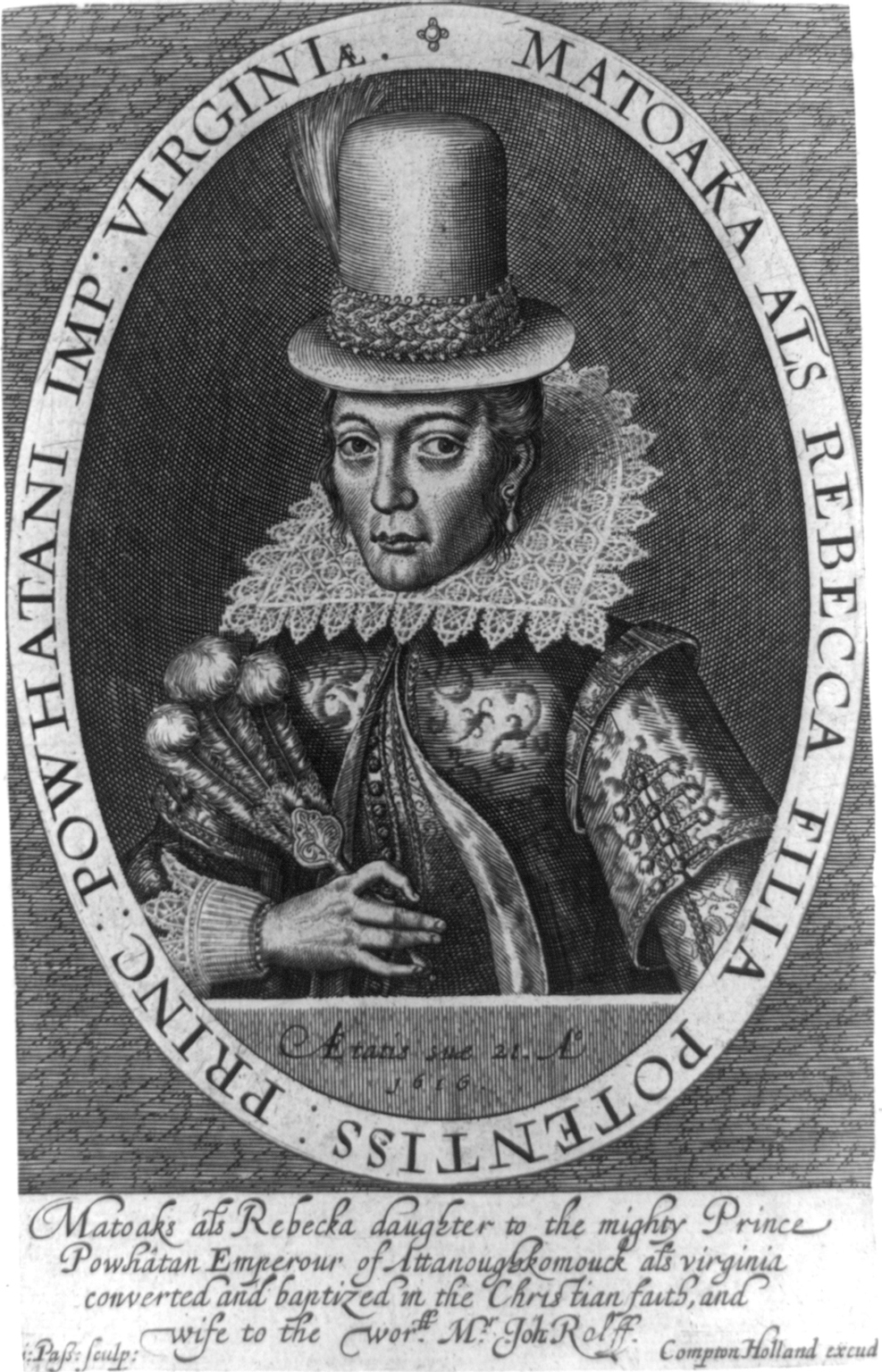
Pocahontas auf einem Kupferstich aus dem Jahre 1616

Pocahontas [ˈpɒkəˌhɒntəs]  („die Verspielte“, „die, die alles durcheinanderbringt“; * um 1595 in Virginia; † März 1617 in Gravesend, südöstlich von London; eigentlich Matoaka, später verheiratet Rebecca Rolfe) wurde als Lieblingstochter eines Algonkinhäuptlings zur Vermittlerin zwischen den Stämmen der Virginia-Algonkin und den englischen Kolonisten. Sie bildet den historischen Kern eines Geschichtsmythos über die angeblich friedliche Besiedlung Nordamerikas durch die Europäer.

## Leben
Pocahontas war die Tochter des Häuptlings Wahunsonacock bzw. Wahnsenacaw, besser bekannt als Powhatan, dem Powhatan-Sachem, und wurde Amonute und auch Matoaka genannt. Ihr Kosename war Pocahontas, was in den Algonkin-Sprachen wahrscheinlich der Wildfang bedeutete. Sie wird als eine der Lieblingstöchter ihres Vaters beschrieben. Powhatan heiratete entsprechend der Tradition zahlreiche Frauen, die weggeschickt wurden, nachdem sie ein Kind geboren und abgestillt hatten. Sie wurden von ihm unterstützt, bis sie einen zweiten Ehemann fanden. Über Pocahontas’ Mutter ist daher nichts bekannt. Manchen Überlieferungen zufolge war Pocahontas das letzte Kind ihres Vaters.
Nach einem Bericht des Kapitäns John Smith an die dänisch-britische Königsgemahlin Anna von Dänemark soll sich Pocahontas schützend vor ihn geworfen und ihren Kopf auf seinen gelegt haben, als ihm der Kopf auf Geheiß von Pocahontas’ Vater eingeschlagen werden sollte. Experten für die Geschichte der First Nations vermuten jedoch, dass Smith in ein Ritual zur Aufnahme in den Powhatan eingebunden wurde, dies aber fehlinterpretierte. Pocahontas, zu der Zeit laut Smiths Schriften etwa 10 bis 13 Jahre alt, hatte als eine der Lieblingstöchter des Häuptlings einen gewissen Einfluss auf ihren Vater. Während er und die soziale Gruppe der Krieger die Anwesenheit der Weißen zunächst nicht dulden wollten, war Pocahontas der Meinung, dass eine friedliche Koexistenz und ein Austausch der Kulturen möglich sein müsse. Außerdem half sie den europäischen Siedlern in Amerika, indem sie ihnen mit der Erlaubnis ihres Vaters in der Kolonialisten-Siedlung Jamestown beibrachte, welche Pflanzen essbar waren. Smith zufolge bewahrte Pocahontas dadurch zahlreiche Männer vor dem Hungertod. Auch brachte sie Smith die Sprache ihres Stammes bei. Eine Liebesbeziehung oder eine Affäre der beiden ist nicht belegt. Als Smith mit einer Delegation seiner Männer in Werowocomoco, dem Hauptquartier des Powhatan, in einen tödlichen Hinterhalt zu geraten drohte, warnte sie die Kolonialisten rechtzeitig und bewies so mindestens gewisse Sympathien für die Engländer. Die Verwerfungen, die zu dem versuchten Attentat auf Smith und seine Männer führten, waren entstanden, nachdem diese Pocahontas’ Vater gegen seinen Willen in einer Zeremonie gekrönt hatten, mit der Absicht, ihn zum Vasall von König Jakob von England zu machen. Auch der Umstand, dass Smith von seinen Männern zum Präsidenten der Siedlung Jamestown ernannt wurde, trug zu den Verwerfungen bei. Smith wurde bei einer Schießpulverexplosion im Jahr 1609 schwer verletzt und reiste bald darauf nach England zurück, wo er auch blieb.
William Strachey berichtete 1616, Pocahontas sei vor ihrer Ehe mit dem Virginia-Pflanzer John Rolfe zwei Jahre lang mit einem Krieger namens Kocoum, dem Bruder des Patawomeck weroance Japazaws, verheiratet gewesen und habe mit diesem ein Kind namens Ka-Okee gehabt, das die Patawomecks aufgezogen hätten. Weitere Hinweise gibt es nicht; und es gab eine Kontroverse darüber, ob Strachey von Rolfe gesprochen hatte.
1613, als sich Konfrontationen zwischen Powhatan und Kolonisatoren zu einem offenen Krieg entwickelt hatten, lockten die Engländer Pocahontas bei Stafford auf ein Schiff. Dort wurde sie zunächst als Geisel gefangen gehalten, um die Freilassung von Gefangenen und die Rückgabe von gestohlenen Waffen zu erpressen. Pocahontas Vater ließ sich aber nicht auf alle Forderungen ein, weshalb sie in Gefangenschaft blieb. Während ihrer Gefangenschaft wurde sie von Alexander Whitaker im christlichen Glauben unterwiesen. Sie konvertierte zum Christentum, wurde getauft und „Rebecca“ genannt. Historiker sind sich uneinig, ob die Taufe freiwillig oder erzwungen war. Der Name Rebecca weist auf die biblische Rebekka, „Mutter zweier Nationen“ durch ihre Söhne Jacob und Esau, hin. So wurde auch Pocahontas teilweise von Zeitgenossen gesehen. Im April 1614 heiratete sie John Rolfe. Sowohl Pocahontas als auch Rolfe betonten, nicht aus Fleischeslust geheiratet zu haben. Vielmehr war in der sozialen Schicht von Pocahontas (ähnlich wie im europäischen Adel) das Heiraten aus politischen Gesichtspunkten üblich. Pocahontas hoffte nach eigenen Worten, mit ihrer Heirat zur Sicherung des Friedens und zum freundschaftlichen Miteinander der Kulturen beizutragen sowie die Stellung ihrer Familie zu festigen. Rolfe sagte, er habe nicht aus Fleischeslust, sondern zum Wohl der Siedlung, zur Ehre seines Landes und zum Ruhme Gottes geheiratet. Nach Angaben der Indigenen wurde Pocahontas vergewaltigt und gezwungen, eine Ehe mit Rolfe einzugehen.
Rolfe hoffte also, durch die Heirat seine Interessen bezüglich der Siedlung zu wahren. Auch glaubte er, Pocahontas Seele durch die Heirat zu retten. Zudem hoffte er, durch die Hochzeit zur Freilassung englischer Gefangener beizutragen. Die Hochzeit führte zu einem acht Jahre langen Frieden zwischen den Jamestown-Kolonisten und den Virginia-Algonkin und einem Aufblühen der Handelsbeziehungen. 1615 schrieb Ralph Hamor:

“Since the wedding we have had friendly commerce and trade not only with Powhatan but also with his subjects round about us.”

„Seit der Hochzeit haben wir freundlichen Handel nicht nur mit Powhatan, sondern auch mit seinen Untertanen rund um uns herum.“

1615 wurde ihr Sohn Thomas Rolfe in Virginia geboren. 1616 übersiedelten die Rolfes, begleitet von weiteren Indigenen, nach England. Als Botschafterin ihres Vaters kam sie an den englischen Königshof. Dort wurde Pocahontas als „Indianerprinzessin“ und Botschafterin ihres „königlichen“ Vaters Powhatan bei Hofe empfangen. Aufgrund ihrer Anmut und ihres aufgeweckten Geistes war sie unter den Adeligen sehr beliebt; dennoch missbilligte der Hof Rolfes Heirat mit Pocahontas, weil Rolfe nicht von königlichem Geblüt war. Die Rolfes hielten sich ein halbes Jahr in London und Umgebung auf. In dieser Zeit erfuhr John Smith von Pocahontas Anwesenheit und es kam zu einem Treffen, nachdem sich Smith in einem Brief an Königsgemahlin Anna für Pocahontas eingesetzt hatte. Smith hielt nach dem Treffen schriftlich in der Generall Historie of Virginia fest, dass Pocahontas beim Treffen überrumpelt gewesen ist und sie ihm mitteilte, dass man ihr noch in ihrer Heimat berichtet hatte, dass Smith gestorben sei. Smith wiederum dokumentierte, er sei bei dem Treffen irritiert davon gewesen, dass sie darauf bestanden habe, ihn „Vater“ zu nennen, obwohl sie als Prinzessin laut Smith höhergestellt war. Es war das letzte Treffen der beiden.
Pocahontas’ bzw. Rebecca Rolfes Gesundheitszustand verschlechterte sich in London dramatisch. Kurz nach dem Antritt der Rückreise nach Virginia, auf der ersten Etappe, starb sie im Alter von 21 Jahren in Gravesend (im Nordwesten der Grafschaft Kent). Nach den Aussagen von Rolfe starb sie mit den Worten, dass alle sterblich seien und es ihr genug sei zu wissen, dass ihr Kind lebe. Als Ursache für ihren frühen Tod werden je nach Quelle Lungenentzündung, Tuberkulose, Typhus oder die Pocken genannt. Das Begräbnis fand am 21. März 1617 in der St George’s Church in Gravesend statt. Sie wurde vermutlich im Gewölbe unter dem Chor beerdigt. Die Kirche brannte 1727 ab; darum ist der genaue Ort ihres Grabes unbekannt. Aus ihrer Zeit am Hof ist ein Kupferstich erhalten, der sie in der damaligen Hoftracht zeigt.
Der Kuppelraum des Kapitols in Washington ist mit einem Wandgemälde der Taufe der amerikanischen Ureinwohnerin geschmückt.

## Familie
Über ihren Sohn Thomas hatte Pocahontas zahlreiche Nachfahren, die größtenteils Mitglieder der weißen Oberschicht waren. Viele der „ersten Familien Virginias“ (FFV), wie sich die reichen und prominenten Familien dort nennen, führen sich noch heute auf Pocahontas und Rolfe zurück.
Zu den Menschen, die von ihr abstammen, zählen Edith Bolling Galt Wilson, Frau von Woodrow Wilson, Anwalt und Brigadegeneral George Wythe Randolph, Admiral Richard Byrd, Virginias Gouverneur Harry F. Byrd, Mode-Designerin Pauline de Rothschild; die frühere First Lady Nancy Reagan, Schauspieler Glenn Strange, George W. Bush, Edward Norton und Astronom Percival Lowell.

## Rezeption

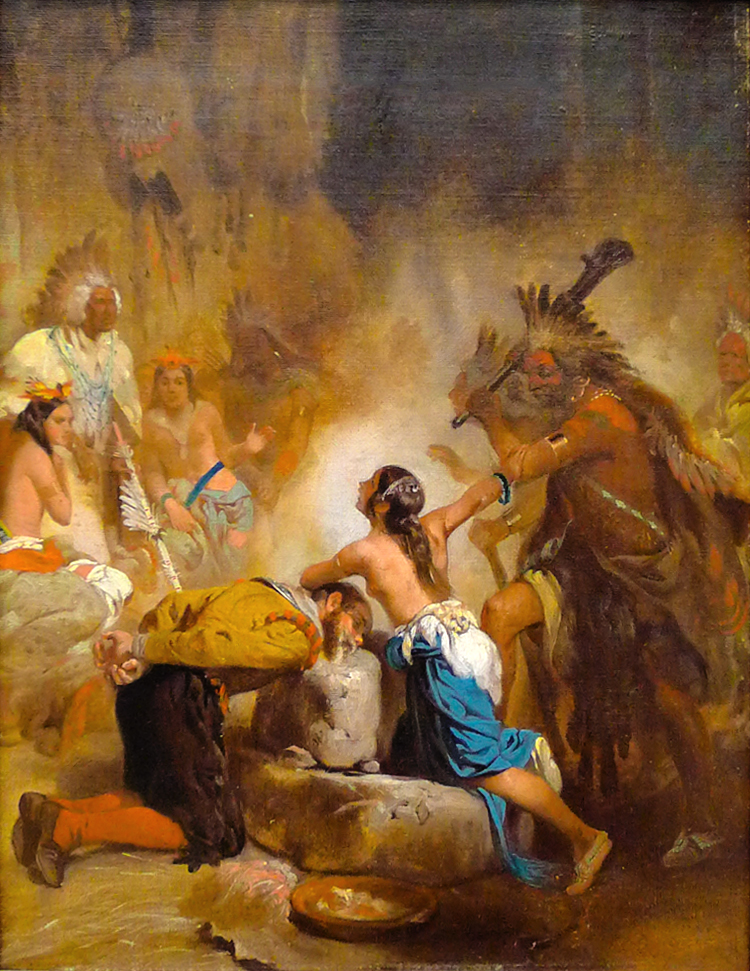
Alonzo Chappel: Rettung des John Smith durch Pocahontas, circa 1865

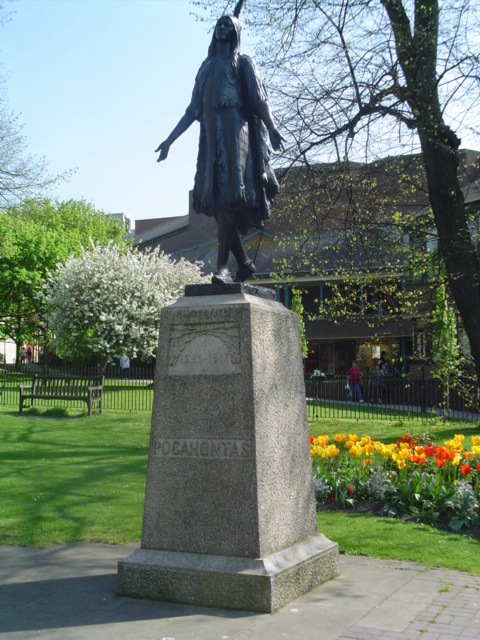
Statue der Pocahontas, St George’s Church, Gravesend, Kent, England

Pocahontas steht im Mittelpunkt eines US-amerikanischen Geschichtsmythos. Sie wird als weibliche Edle Wilde vorgestellt, als assimilationswillige Eingeborene, die die Tugenden der Weißen quasi von Natur aus besaß. Dieser Mythos diente dazu, die gewaltsame Eroberung Amerikas zu legitimieren. Smiths Rettung erscheint in diesem Narrativ als Beleg für die Bereitschaft der Algonkin, die Werte der europäischen Kultur anzunehmen, die eine Basis für eine harmonische Beziehung der beiden Gruppen hergestellt hätte, was durch andere, bösartige Eingeborene aber zunichtegemacht worden sei.

### Benennungen
Pocahontas war Namensgeberin für eines der ergiebigsten Steinkohlevorkommen in West Virginia. Von 1930 bis 1960 wurde einer der Luxus-Züge von Norfolk and Western Railway’s Pocahontas genannt. Vier Schiffe der United States Navy hießen USS Pocahontas, und eines USS Princess Matoika. 
Der Asteroid (4487) Pocahontas wurde 1987 entdeckt und 1991 nach Pocahontas benannt.
US-Präsident Donald Trump bezeichnet Kandidatin Elizabeth Warren spöttisch als Pocahontas, nachdem diese angab, indianische Vorfahren zu haben.
Zahlreiche Orte in den USA sind nach Pocahontas benannt, unter anderem:
- Pocahontas (Virginia)
- Pocahontas County (West Virginia)
- Matoaca (Virginia)
- Matoaka (West Virginia)
- Pocahontas (Iowa)
- Pocahontas County (Iowa)
- Pocahontas (Arkansas)
- Pocahontas (Illinois)
- Pocahontas (Mississippi)
- Der Pocahontas State Park in Chesterfield

Außerdem:
- Pocahontas im Kanadischen Jasper-Nationalpark

### Darstellende Kunst
- Auf US-Geldscheinen wurden bisher nur zwei Frauen abgebildet: Martha Washington, die Frau von George Washington, und Pocahontas.[17]
- Im Tafelservice berühmter Frauen von Vanessa Bell und Duncan Grant von 1934 ist ihr ein Teller gewidmet.

### Sozialwissenschaften
Der Kulturwissenschaftler Klaus Theweleit macht Pocahontas zur Namensgeberin seiner These, dass Eroberer ihre Landnahme und Kolonisation vielfach durch Berichte über Königstöchter rechtfertigten. In diesen Mythen und Erzählungen bewundere die Frau den Fremden, verrate ihre Kultur und die traditionellen Besitzansprüche und übergebe mit ihrem Körper auch das Land. Als Beispiele dienen ihm außer Pocahontas Medea, Dido, Kleopatra und Malinche.

### Musik
Ein populäres musikalisches Denkmal wurde Pocahontas und Captain Smith in einer Zeile des Songs Fever von Otis Blackwell (Pseudonym: John Davenport) und Eddie Cooley gesetzt. Der Titel wurde durch Interpreten wie Peggy Lee (1958) und Elvis Presley (1960) berühmt gemacht und wird bis heute immer wieder von namhaften Künstlern gecovert.
1979 veröffentlichte Neil Young auf dem Album Rust Never Sleeps seinen Song Pocahontas, der u. a. von Johnny Cash gecovert wurde.
Im Jahr 2016 veröffentlichte die deutsche Band AnnenMayKantereit ein Lied mit dem Titel Pocahontas.

### Filme
In einem Zeichentrickfilm der Walt-Disney-Studios und in dem US-Spielfilm The New World wird ihr eine Liebesgeschichte mit John Smith angedichtet. Tatsächlich hat es diese Romanze nie gegeben.
- 1924 – Pocahontas and John Smith (Spielfilm)
- 1953 – Captain John Smith and Pocahontas (Spielfilm)
- 1994 – Die Abenteuer von Pocahontas, Tochter des großen Häuptlings (Zeichentrickfilm, Jetlag Productions)
- 1995 – Pocahontas – Die Legende (Spielfilm mit Sandrine Holt als Pocahontas)[20][21]
- 1995 – Pocahontas (Zeichentrickfilm, Walt Disney)[22]
- 1998 – Pocahontas 2 – Die Reise in eine neue Welt (Zeichentrickfilm, Walt Disney).
- 2005 – The New World (Spielfilm mit Q’orianka Kilcher als Pocahontas)